# Thesium pyrenaicum
Thesium pyrenaicum é uma espécie de planta com flor pertencente à família Santalaceae. 
A autoridade científica da espécie é Pourr., tendo sido publicada em Mémoires de l'Académie des Sciences, Inscriptions et Belles-Lettres de Toulouse 3: 331. 1788.

## Portugal
Trata-se de uma espécie presente no território português, nomeadamente os seguintes táxones infraespecíficos:
- Thesium pyrenaicum subsp. pyrenaicum - presente em Portugal Continental. Em termos de naturalidade é nativa da região atrás referida. Não se encontra protegida por legislação portuguesa ou da Comunidade Europeia.